# 宽窄巷子站
宽窄巷子站位于中国四川省成都市青羊区宽窄巷子后门，是成都地铁4号线的地下岛式车站，因临近宽窄巷子历史文化区而得名，于2015年12月26日启用。本站在建设过程中的工程名为“长顺街站”。在环评阶段本站原本位于商业后街，后根据初步设计审查意见“由于受周边条件限制，采用梯形站台、出入口位置不顺，建设难度较大，建议考究车站西移至同仁路的可能性”，因而施工图阶段，本站被大幅迁移至同仁路口，迁移直线距离超过500米。这一更改导致了本站与骡马市站站距过长，与中医大·省医院站站距过短的问题。同时本站位置移动后，亦无法作为换乘站，与和4号线在长顺街相交的17号线换乘，间接导致17号线也产生了附近区间站距过长的问题。

## 车站构造

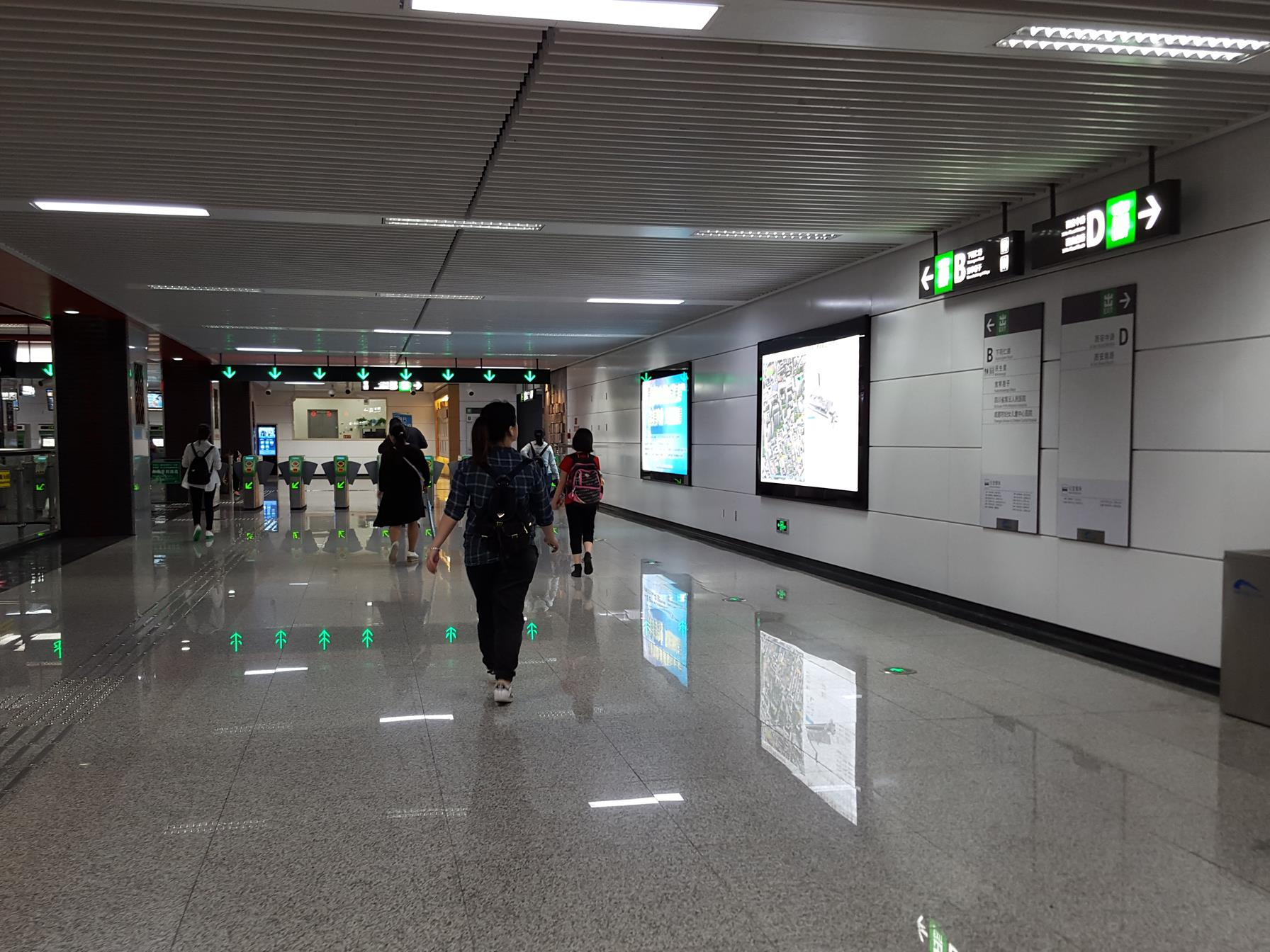
站廳層

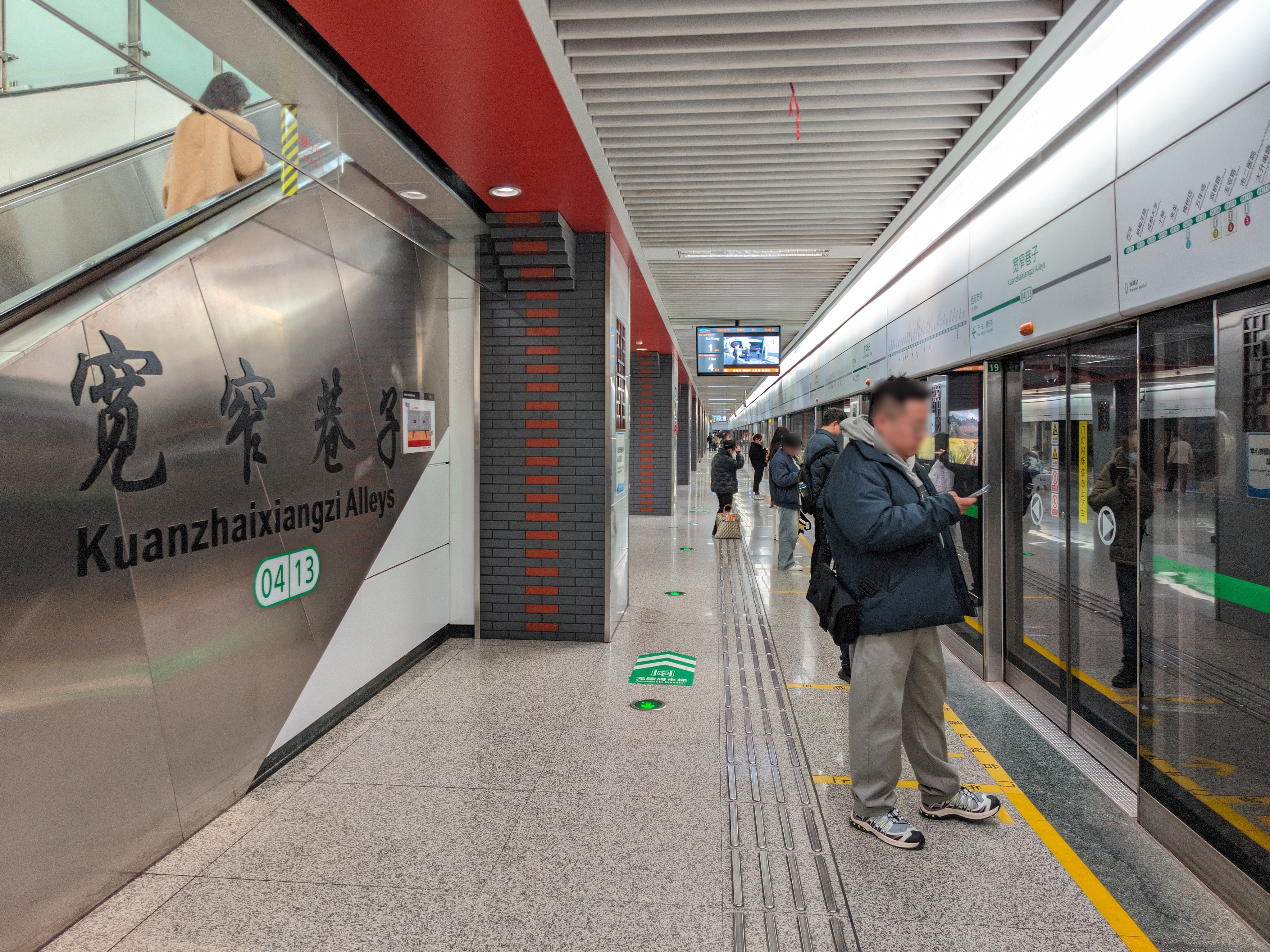
站台
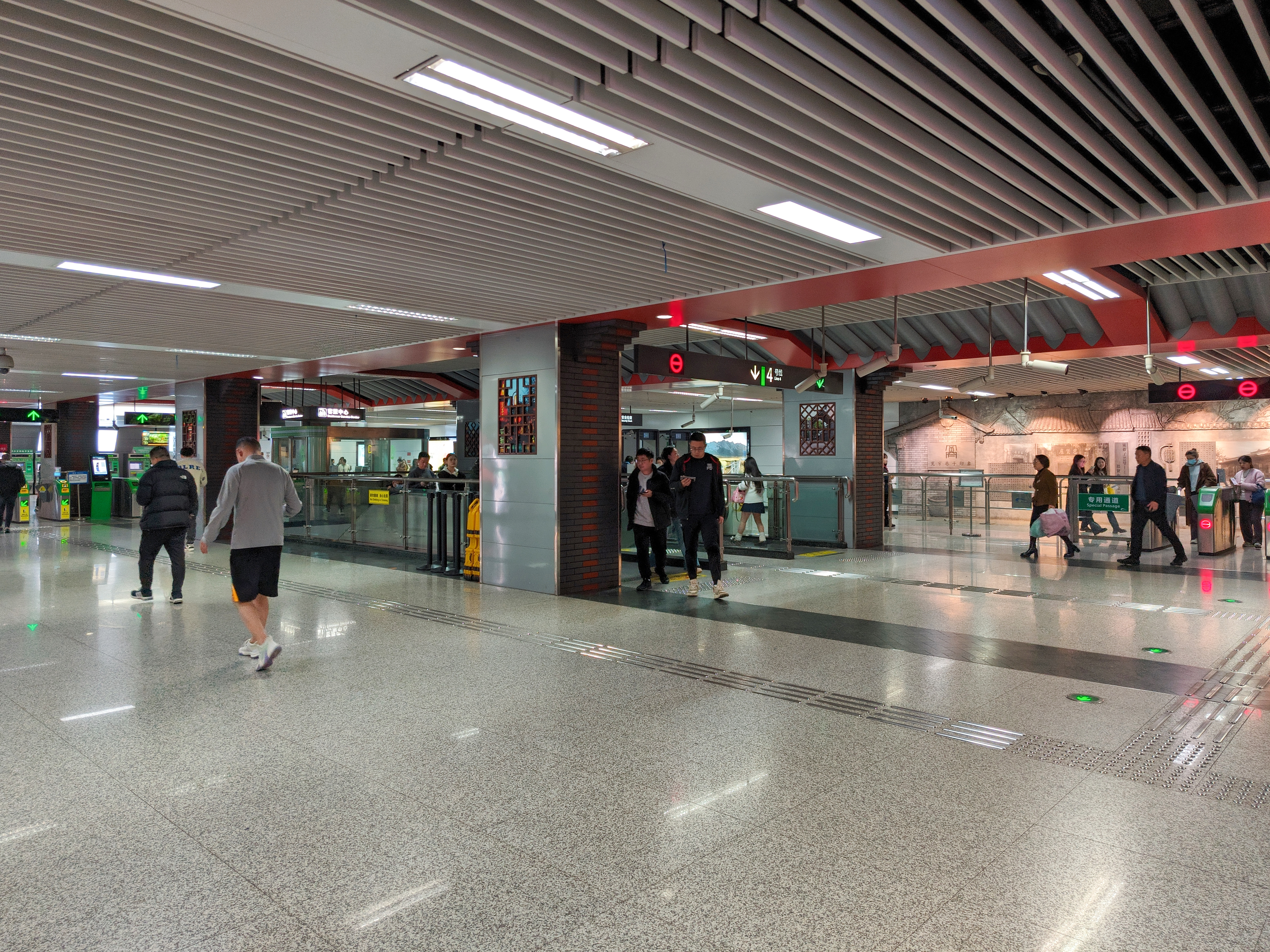
站厅

岛式月台1面2线地下车站。
| 地面              | 0    | 出口B·D                                                                                                  |
| 地下一层          | 站厅 | 自助购票 客服中心                                                                                        |
| 地下二层          | 站台 | \| \| \| 4号线往万盛（中医大·省医院） \| \| 島式 · 開左邊车门 \| \| \| \| \| \| 4号线往西河（骡马市） \| |
|                   |      | 4号线往万盛（中医大·省医院）                                                                             |
| 島式 · 開左邊车门 |      | |
|                   |      | 4号线往西河（骡马市）                                                                                    |

- 站台
- 站厅

## 内装与公共艺术
本站设计主题：少城历史文化。

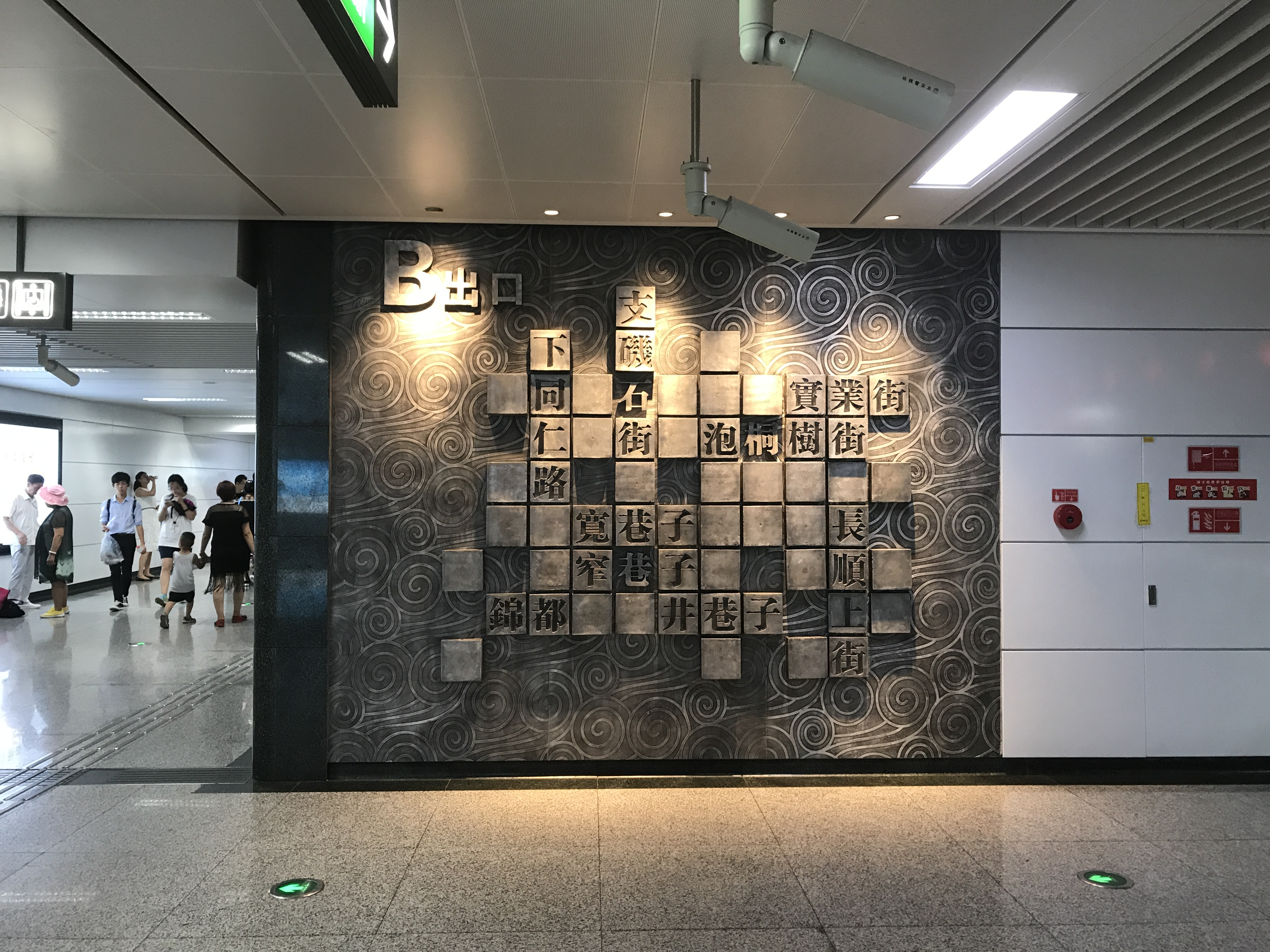
B出口附近的街名艺术墙

站内装修呼应宽窄巷子建筑与文化环境，传承少城文脉。天花采用青瓦屋檐造型，柱面采用仿古砖并添加窗棂元素，透过窗棂可见宽窄巷子老景街。

### 艺术墙
本站设置2处艺术墙。

在站厅层付费区设置“宽窄巷子名人故居”文化墙，介绍宽窄巷子名人雅士。在站厅层设置“街名艺术墙”，体现少城文化的同时，起到引导识别功能。

## 车站服务
2016年12月14日起，本站支持通过支付宝购买地铁票。

## 出入口
本站目前开放2个出口。
|          |                         |                                                                                    |      |
| 编号     | 设施                    | 指示                                                                               | 照片 |
|          | 无障碍电梯 无障碍卫生间 | 下同仁路、民生里、宽窄巷子、成都市树德协进中学、成都市妇女儿童中心医院、泡桐树小学 |      |
| 出口 · D |                         | 民生里、通惠门路、西安中路、西安南路                                               |      |